# آسیاب‌آبی جردوک
آسیاب‌آبی جُرْدِوِکْ یا آسیاب‌آبی جُرْدِوِیْ مربوط به اواسط دوره قاجار است و در شهرستان کاشمر، روستای جردوی واقع شده و این اثر در تاریخ ۲۷ آبان ۱۳۸۵ با شمارهٔ ثبت ۱۶۴۸۱ به‌عنوان یکی از آثار ملی ایران به ثبت رسیده است.

## نگارخانه

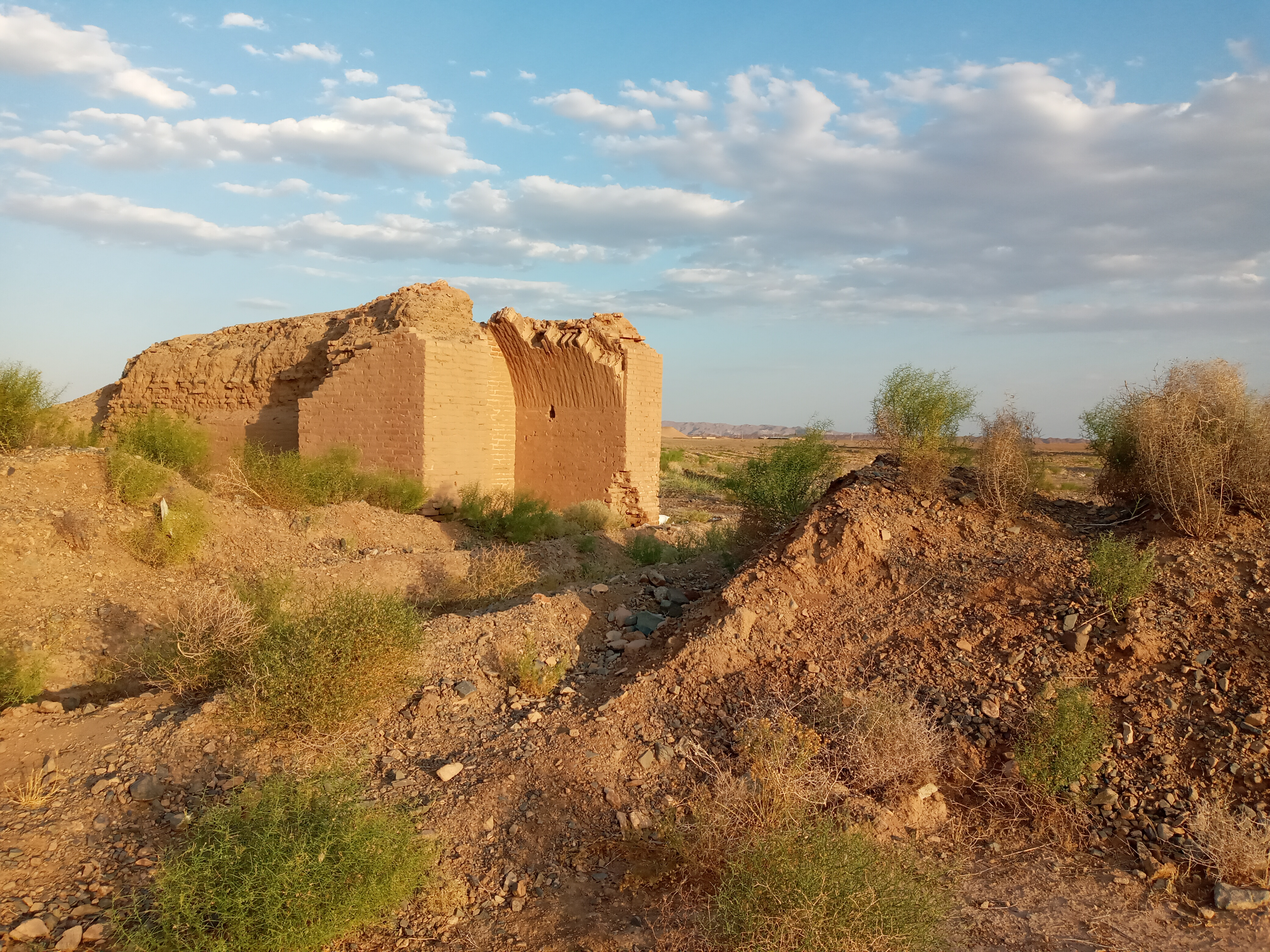
نمایی از آسیاب جردوک
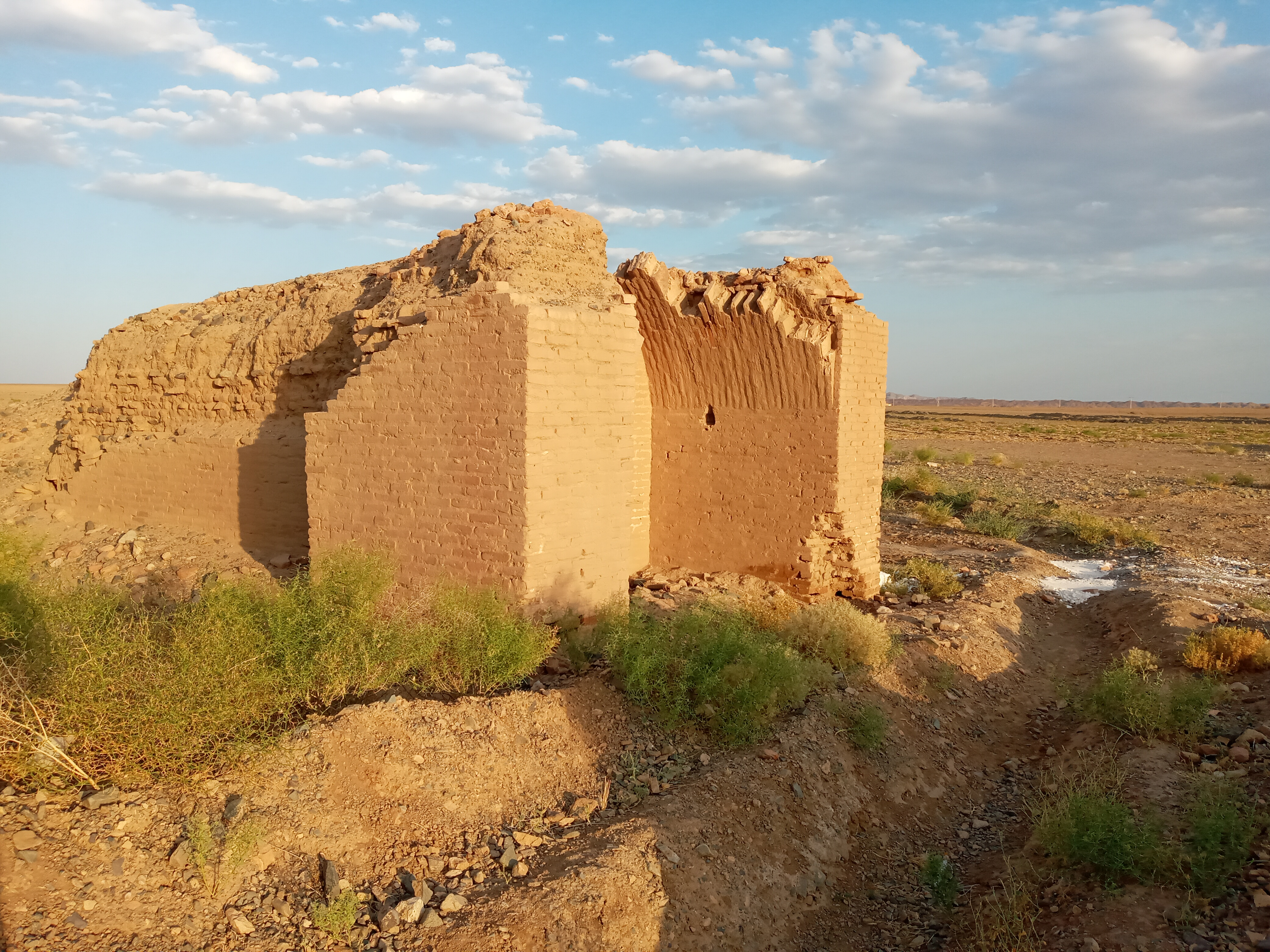
نمایی از آسیاب جردوک
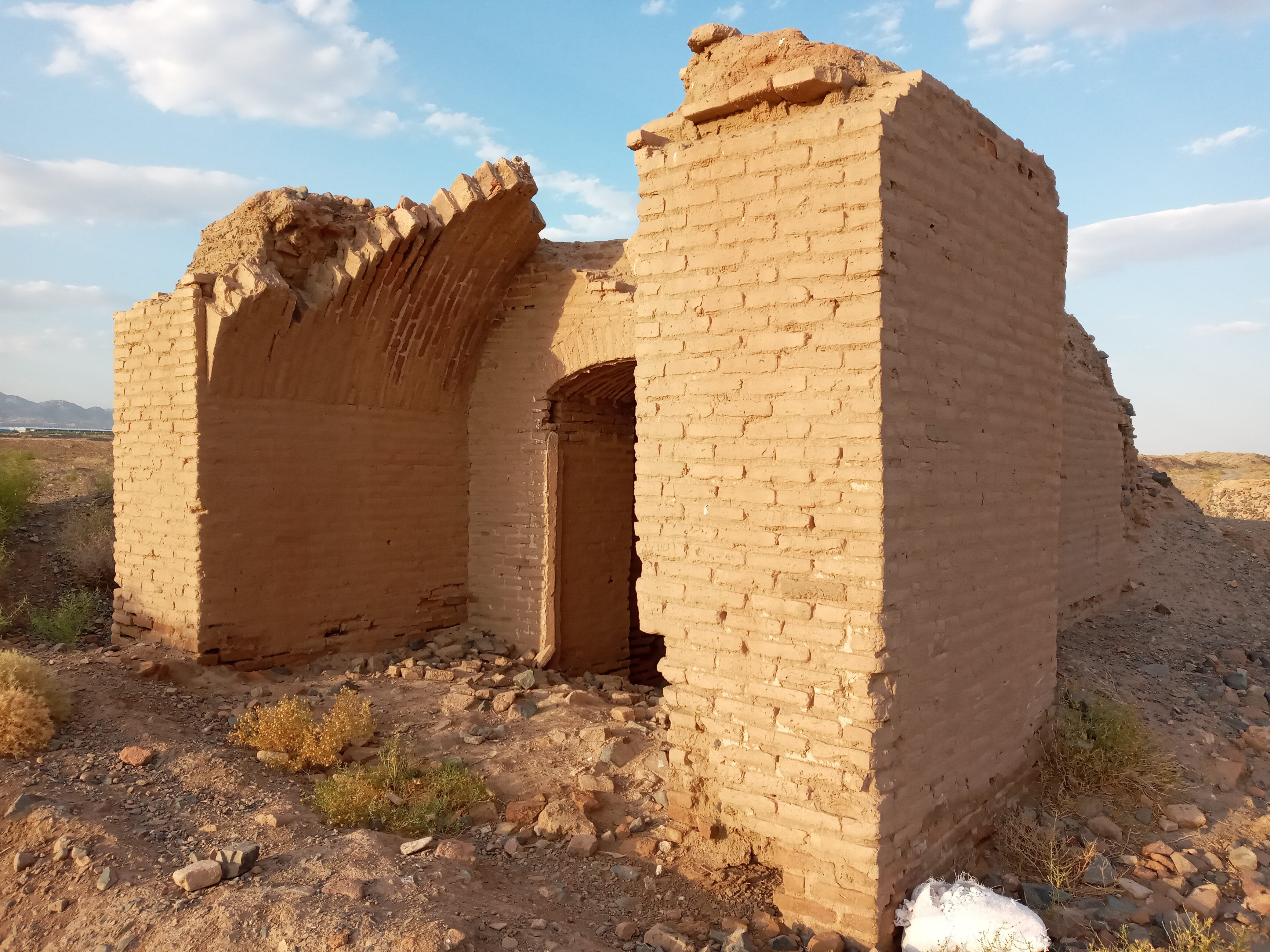
نمایی از آسیاب جردوک
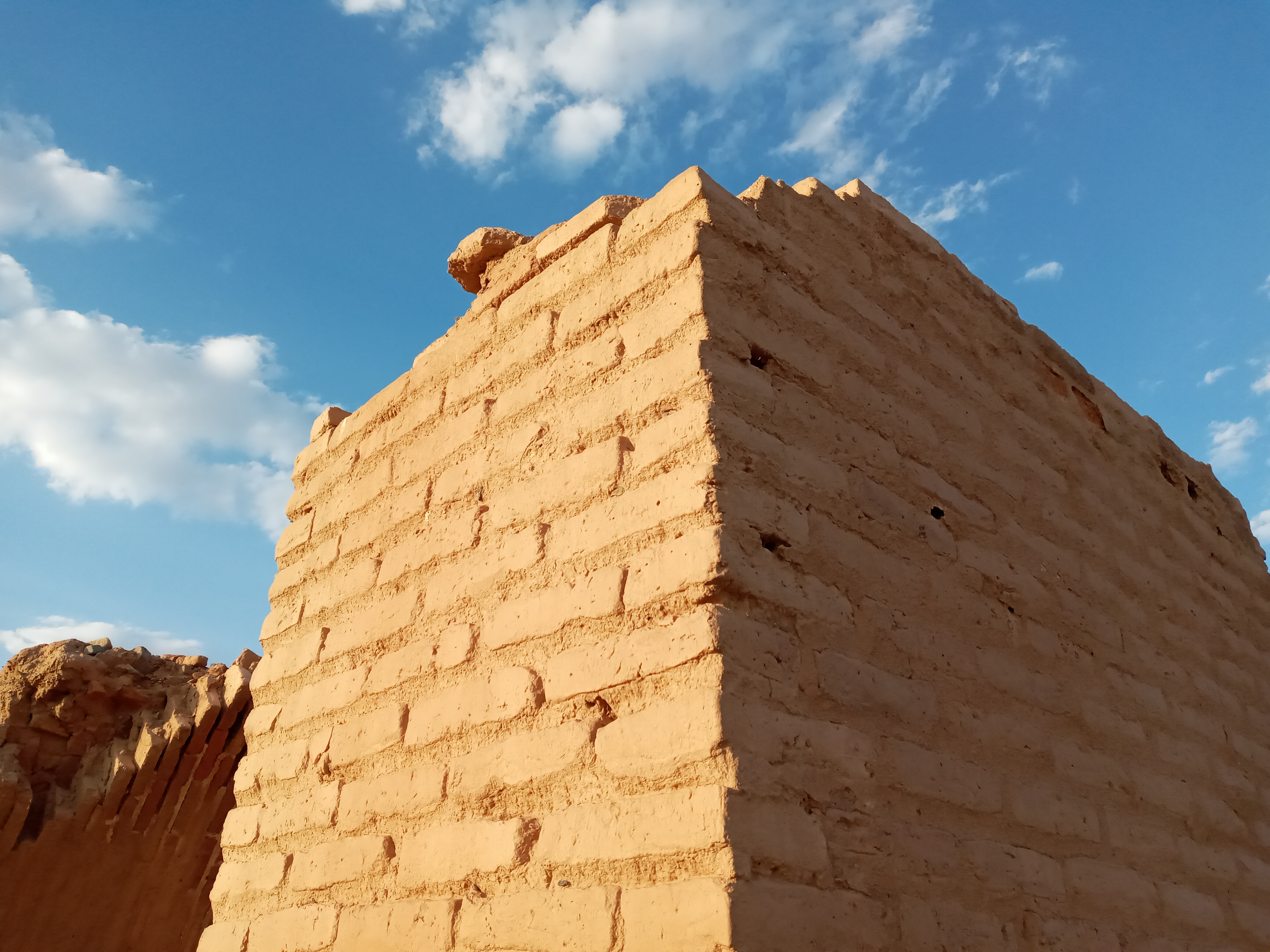
نمایی از آسیاب جردوک
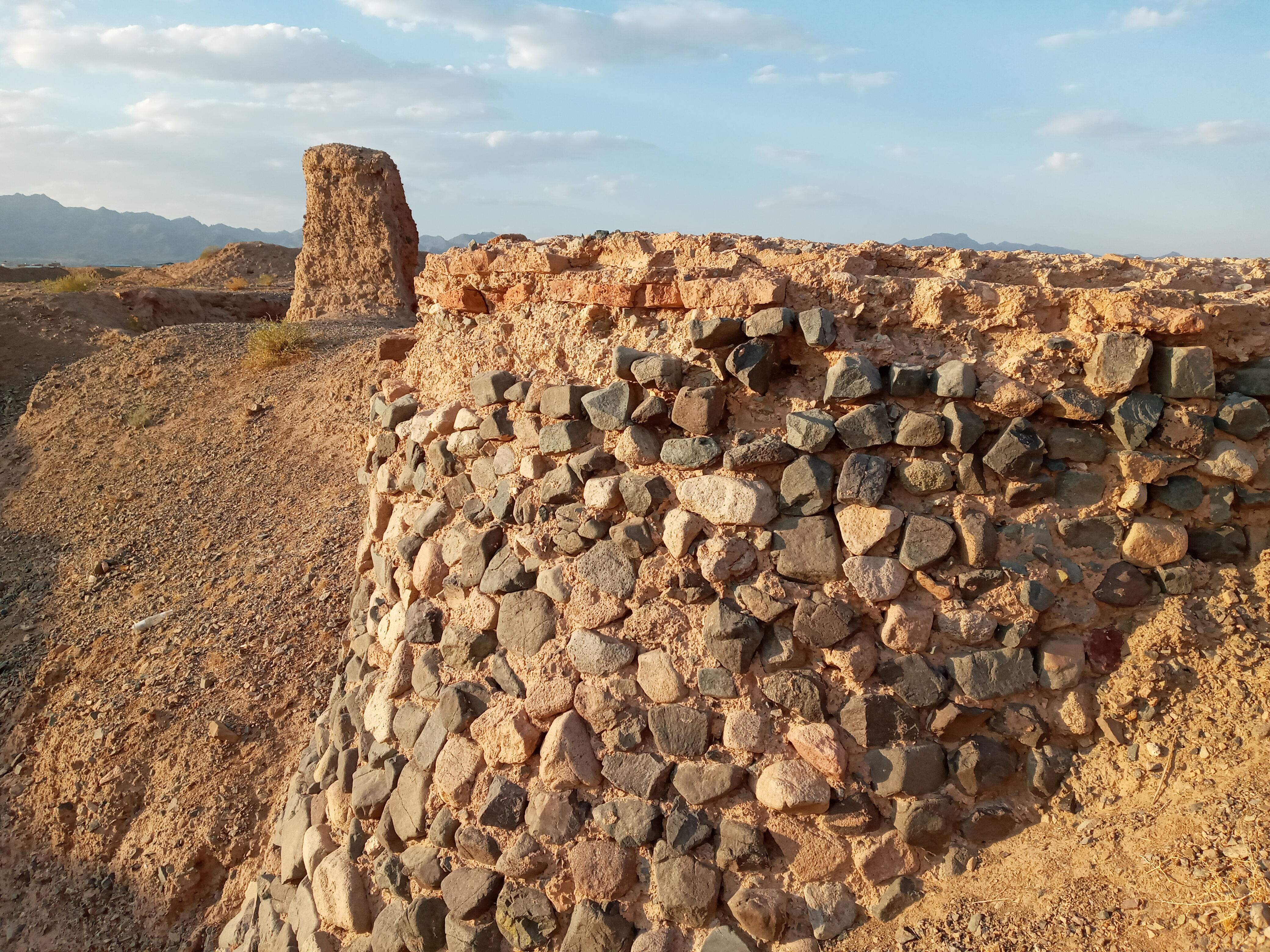
نمایی از آسیاب جردوک
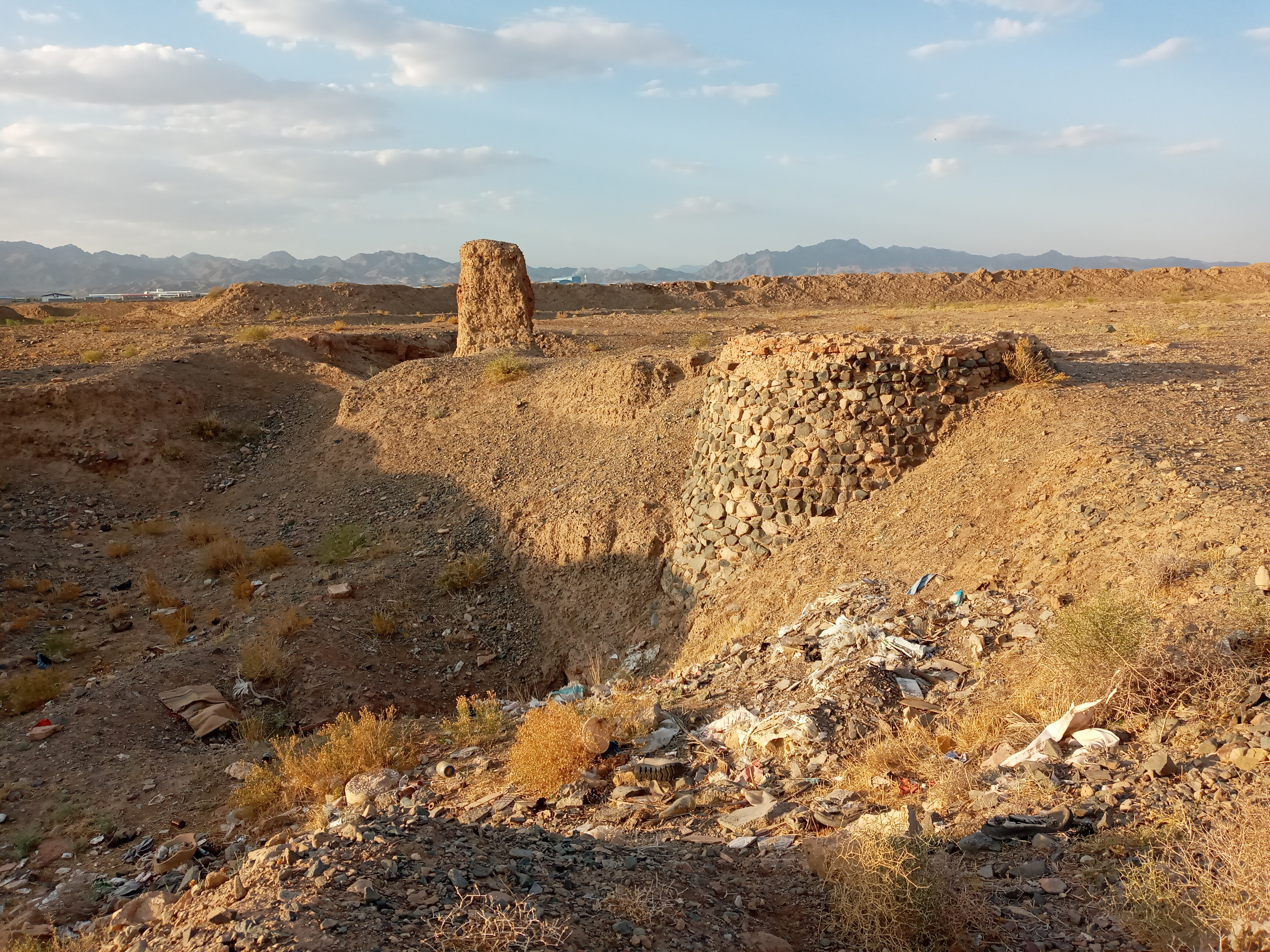
نمایی از آسیاب جردوک
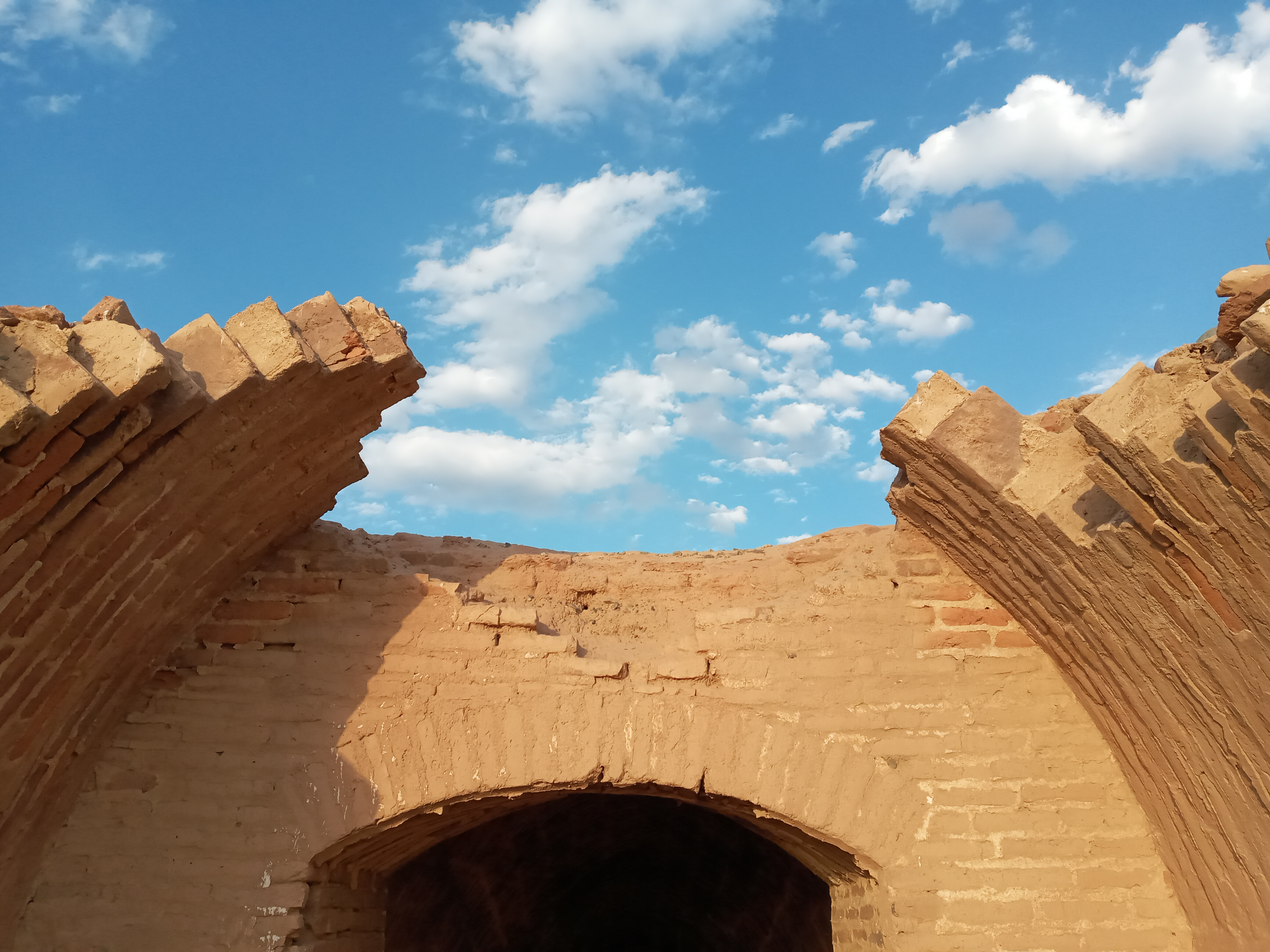
نمایی از آسیاب جردوک
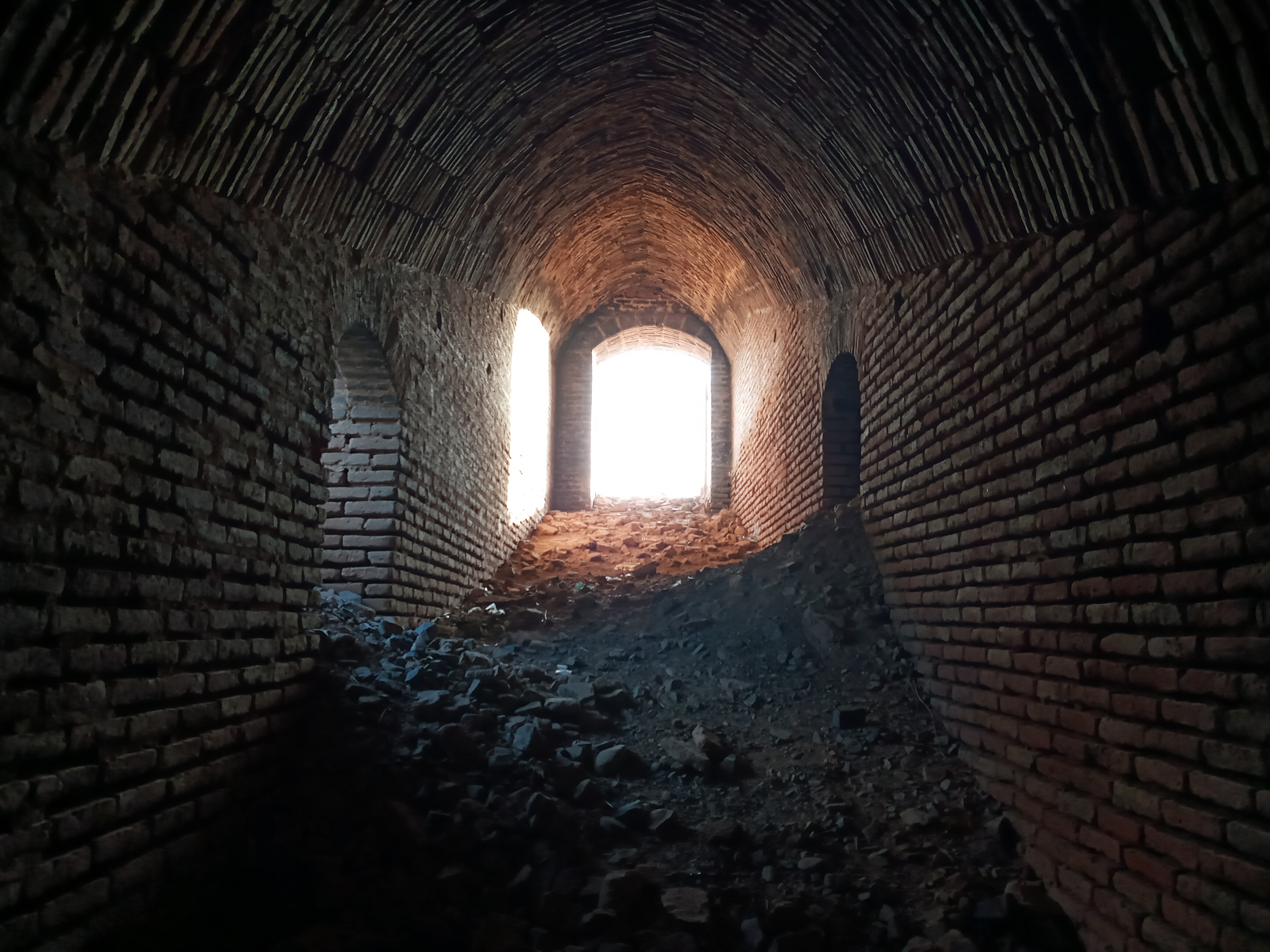
نمایی از آسیاب جردوک